# NGC 1080
NGC 1080 (również PGC 10416) – galaktyka spiralna z poprzeczką (SBc), znajdująca się w gwiazdozbiorze Wieloryba. Odkrył ją Lewis A. Swift 21 października 1886 roku.
W tej galaktyce zaobserwowano supernową SN 2009I.